# Place des Corporations
Vous lisez un « bon article » labellisé en 2011.

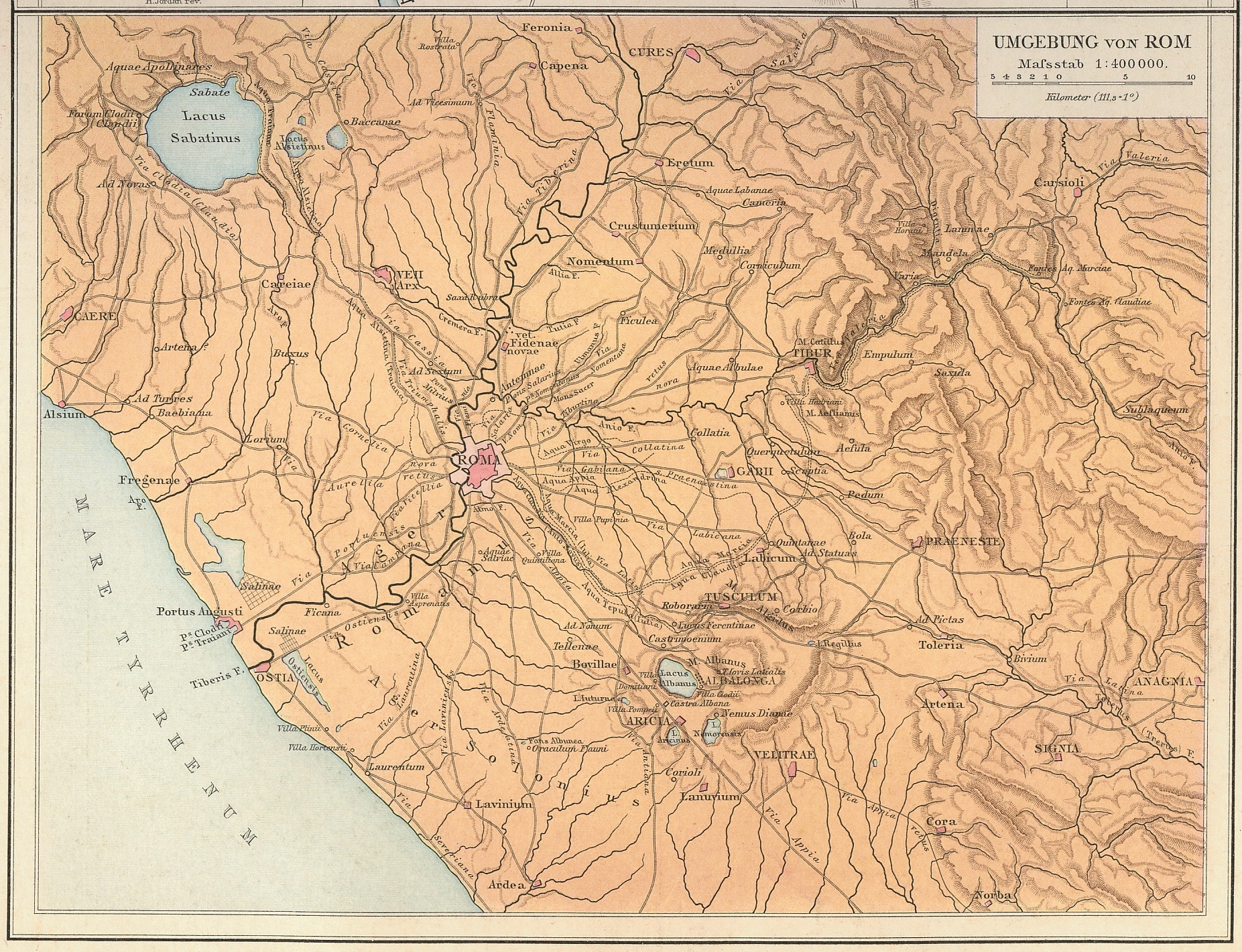
Ostie, sur la rive gauche de l'embouchure du Tibre.

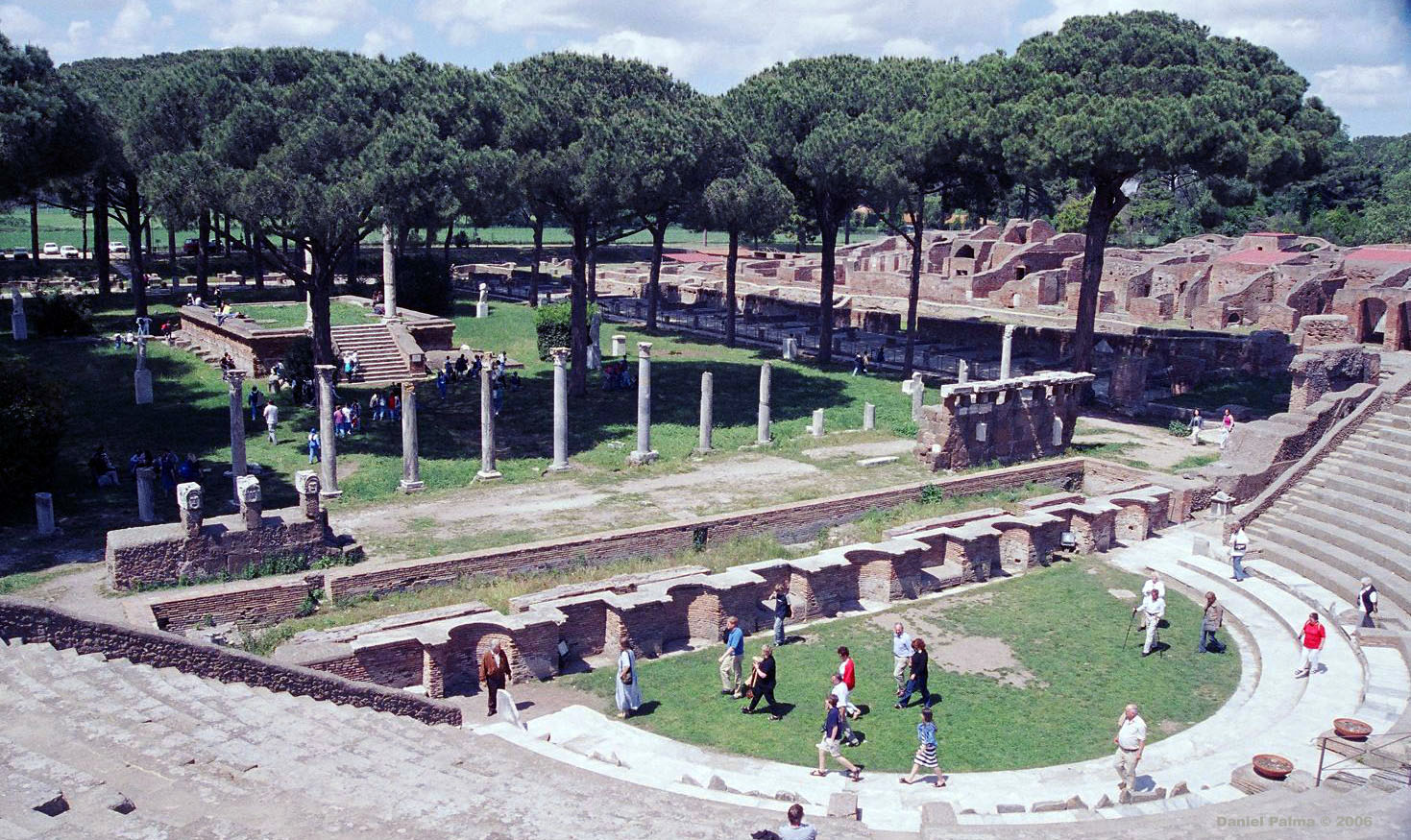
Théâtre d'Ostie et place des Corporations.

La place des Corporations (en italien : Piazzale delle Corporazioni) est l'un des principaux édifices d'Ostie de la période impériale, situé près du centre de la cité, adossé au mur de fond du théâtre. Entourée de colonnades dont il ne reste que peu de vestiges, la place conserve encore un ensemble de mosaïques qui présente un grand intérêt pour les historiens de la Rome antique : elles apportent des informations sur le commerce maritime et les techniques navales au IIe siècle, démontrant que la place regroupait en un même lieu les divers entrepreneurs d'Ostie et des représentations commerciales de villes de l'Empire romain en relation avec le port d'Ostie. La fonction de ces installations, déduite des inscriptions dédiées à des magistrats responsables de l'annone, est très probablement celle de bureaux d'armateurs et de marchands de nombreuses villes portuaires, où l'on pouvait au mieux négocier le transport et la vente des marchandises destinées au ravitaillement de Rome. Ainsi, ce nom de place des Corporations donné par les premiers fouilleurs paraît impropre, puisqu'un seul des emplacements connus concerne une corporation d'Ostie, celle des tanneurs. Selon Guido Calza, qui fouille le site, il serait plus exact de qualifier ce site sans équivalent dans le monde romain de « Chambre de commerce ».

## Historique
Ruinée et ensevelie comme le reste d’Ostie durant le haut Moyen Âge, la place fut dégagée par l’archéologue Guido Calza avant la Seconde Guerre mondiale. Exécutés avec pour échéance l'exposition universelle de Rome prévue pour 1942, les dégagements furent conduits de façon expéditive et les déblais évacués vers la mer, sans examen suffisant des débris archéologiquement utiles. La place fit l'objet de sondages complémentaires et plus minutieux dans les années 1980. Ces travaux révèlent une chronologie complexe, la place ayant été remaniée à plusieurs reprises.
La place des Corporations a été aménagée sous Auguste, en même temps que le théâtre voisin, suivant un plan partageant la même largeur et le même axe de symétrie. Cette architecture dite porticus post scænam (portique derrière la scène) se retrouve à Rome derrière le théâtre de Pompée et à Pompéi. Selon Guido Calza, la place n’avait pas à l’origine une fonction liée au commerce. Certains ont proposé d'interpréter cette place en lien avec le théâtre voisin, servant par exemple de promenade pour les spectateurs. La transformation commerciale est évidente, mais son déroulement et sa date sont conjecturaux. Cet espace annexe du théâtre a pu être loué à des collèges commerciaux, qui auraient financé ainsi le fonctionnement du théâtre.
Le quadruple portique entourant la place aurait été initialement supporté par des piliers, puis transformé sous Claude (41-54) en portique à colonnes, avec des mosaïques qui décoraient le sol des entrecolonnements. La subdivision des portiques en petits emplacements cloisonnés est datée de cette époque,.

Mosaïques du niveau inférieur, d'époque de Claude, à thèmes mythologiques
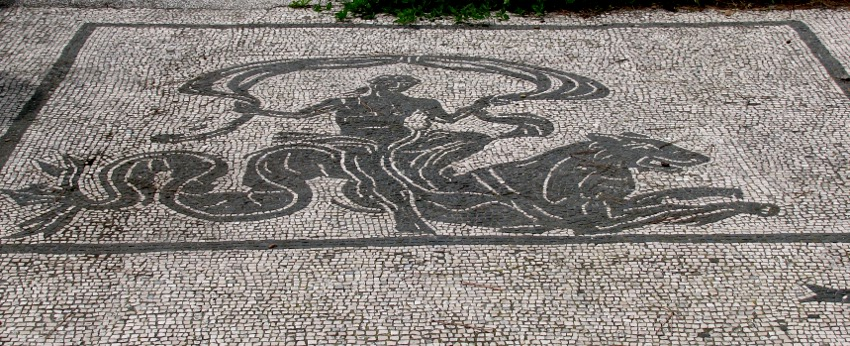
Statio 50 :Néréide chevauchant un monstre marin
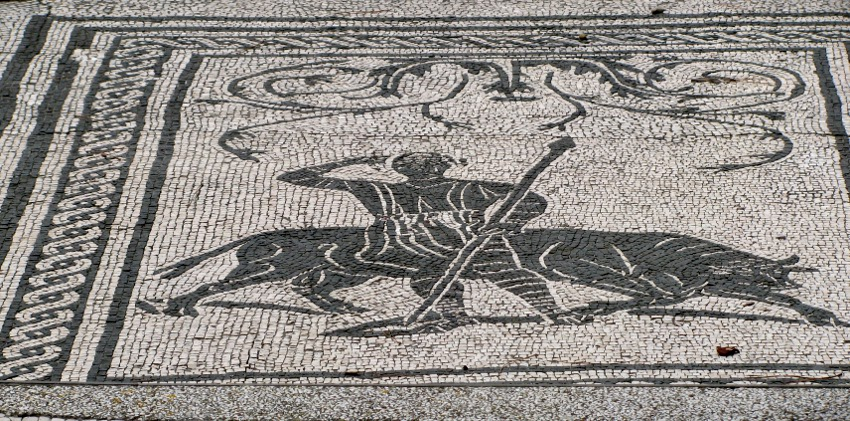
Statio 52 : chasseur et taureau
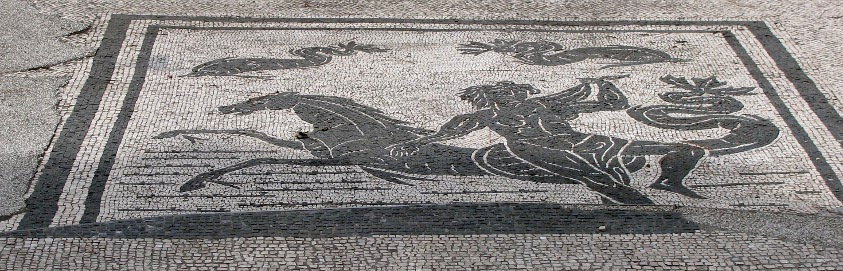
Statio 53 : Néréide sur un cheval marin

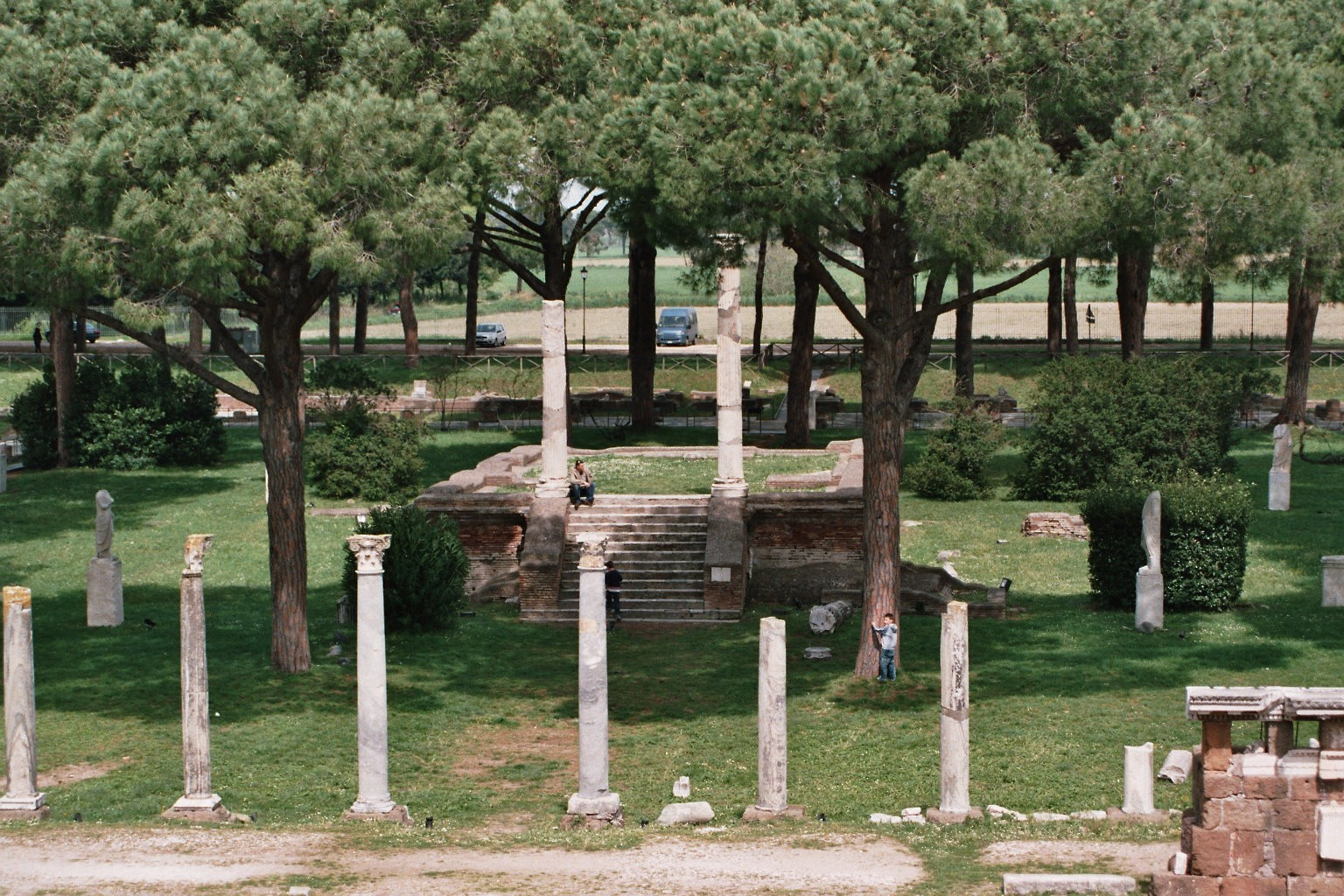
Temple au centre de la place des Corporations.

Au milieu de la place et en partie par-dessus les fondations d’une construction non identifiée, est construit un temple sur un haut podium en blocs de tuf qui fait face au théâtre. Ce temple est conventionnellement attribué à Cérès, déesse protectrice de l’agriculture et des moissons, et donc du ravitaillement en blé. Jérôme Carcopino le voit comme le temple de l’« Annone Auguste », c'est-à-dire le ravitaillement impérial divinisé. Toutefois selon l’archéologue Filippo Coarelli, il aurait été plus probablement dédié à Vulcain, proposition étayée par une inscription découverte à proximité. La datation de la construction de ce temple fait aussi débat, sous Claude pour Coarelli, ou bien sous Domitien (81-96) pour Guido Calza et d’autres spécialistes,. Autour du temple se dressaient des statues dont subsistent les bases avec leurs inscriptions, qui nomment le plus souvent des décurions ayant exercé des fonctions liées à l’approvisionnement, comme un procurateur de l’annone ou un questeur du ravitaillement.
La place est réaménagée sous Hadrien (117-138), un nouveau sol est superposé sur celui de l’époque de Claude tandis que la colonnade est restructurée et porte le nombre des emplacements à 64. Comme une inscription désigne son emplacement sous le vocable latin de statio, on généralise cette appellation à toutes les cellules (dénommées au pluriel stationes).
Sous les Sévères, donc après 193, le sol des portiques est décoré de nouvelles mosaïques, vraisemblablement en plusieurs fois comme le prouvent les différences de factures selon les œuvres : pour les plus sommaires, une simple inscription entourée ou non d’un cartouche, ou un pavement géométrique non figuratif, ou des dessins plus ou moins élaborés. Ce sont ces mosaïques d'époque sévérienne qui sont encore visibles de nos jours.
Le déclin de la place des Corporations précéda celui d'Ostie : à la fin du IVe siècle, des réfections sont opérées sur le théâtre avec des matériaux de réemploi provenant de la place, alors à l'abandon.

## Description

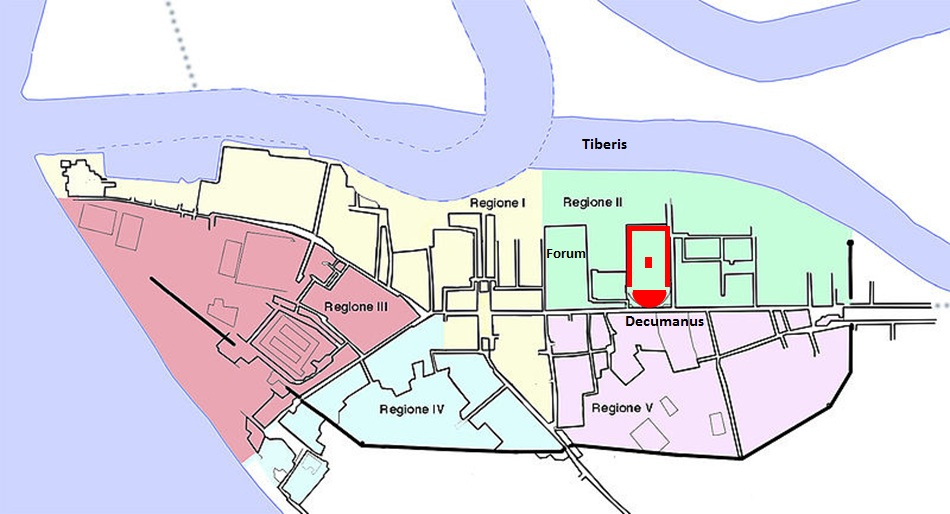
En rouge, emplacement dans Ostie de la place des corporations et du théâtre

La place est située dans la région II d’Ostie, insula VII, 4, entre le decumanus et l’ancien cours du Tibre, mais à plusieurs dizaines de mètres en retrait de celui-ci, dont elle est séparée par une rangées de constructions indéterminées. Elle s'étend directement derrière le mur de scène du théâtre, qui a disparu, ce qui fausse la perception que l’on a depuis les gradins du théâtre. Dans l’Antiquité, la place et le théâtre étaient des espaces autonomes et centrés sur eux-mêmes, les personnes présentes dans l’un n’avaient pas de visibilité sur l’autre.
Dans son état final correspondant à la période sévérienne, la place mesure 107 m par 78 m. Elle est entourée d'un portique ouvert sur l’intérieur et soutenu par des colonnes. Le portique sud qui fait face au mur de théâtre est une simple rangée de colonnes en marbre, avec une arcade en briques à chaque extrémité. Les trois autres portiques sont supportés par des doubles rangées de colonnes de briques stuquées, moins onéreuses que des colonnes monolithes, et sont fermés sur le pourtour extérieur par un mur.
Les espaces entre les colonnes ont été en partie fermés par des murs de maçonnerie à une époque indéterminée. Les 78 espaces entre les colonnes furent ainsi subdivisés en cellules correspondant chacune à un entrecolonnement, ou deux voire trois pour les plus grandes. Les sols du portique et des cellules étaient ornés de mosaïques en tesselles noires et blanches d'époque sévérienne. Plus de la moitié des mosaïques a été détérioré ou perdu, et seul un petit nombre de panneaux subsistent, en plus ou moins bon état. Les motifs sont emblématiques des activités de navigation et du commerce, des destinations et des produits transportés. Des inscriptions nomment les corporations, les propriétaires et les distributeurs. L’archéologue Giovanni Becatti a identifié les mosaïques par un numéro de statio de 1 à 61, en commençant par le coin sud-est de la place et en tournant dans le sens inverse des aiguilles d’une montre. On trouve successivement,, :

### Portique Est,statio1 àstatio23

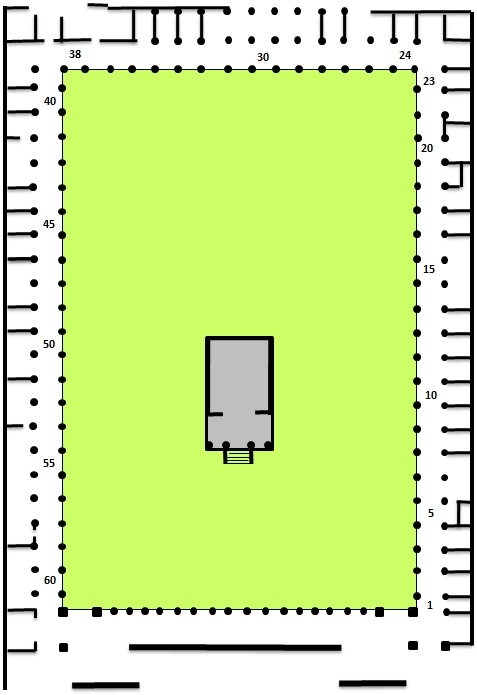
Plan de la place des Corporations

Une plaque triangulaire en marbre blanc a été retrouvée vers les stationes 15 et 16, portant l'inscription Naviculari africani (c'est-à-dire « Les armateurs africains »). Unique vestige d'un fronton, elle servait d'enseigne à l'entrée d'un des bureaux.
- Statio 1 : inscription au nom de deux stuppatores res[tiones] , vendeurs d’étoupe et de cordes, nécessaires au calfatage et au gréement des bateaux
- Statio 2 : inscription de facture sommaire des tanneurs de peaux (corpus pellionum) d’Ostie et de Portus, seule inscription pouvant justifier de l’appellation de « corporation » (mot dérivant du latin corpus)
- Statio 3 : inscription des navigateurs portant du bois (naviculariorum lignariorum) avec un dessin de deux bateaux entourant un phare au sommet duquel brûle un feu
- Stationes 5 et 7 : plusieurs dessins de boisseaux, récipients servant à mesurer le grain, avec le racloir qui sert à égaliser le niveau de remplissage
- Statio 10 : panneau des navigateurs de Missua (port près de Carthage), abondamment décoré de deux voiliers, deux dauphins, une tour crénelée (ou un boisseau ?)
- Statio 11 : panneau des navigateurs de Musluvium (nom présumé car très altéré) en Maurétanie Césarienne, orné de deux médaillons avec chacun un buste, d’un amour chevauchant un dauphin, et deux autres dauphins
- Statio 12 : inscription de Hyppo (pour Hippo Diarrytus, l'actuelle Bizerte), ornée d’un dauphin à la queue très ondulée
- Statio 14 : stat(io) Sabratensium, pour la ville de Sabratha en Afrique, actuellement en Libye, et un éléphant, qui peut être interprété de diverses façons : emblème de l’Afrique, symbole du commerce de l’ivoire, ou animal destiné aux jeux du cirque
- Statio 15 et stato 16 : même inscription répétée naviculari et negotiantes de suo et dessin d'un bateau à deux voiles
- Statio 17 : naviculari gummitani, armateurs de Gummi, nom connu pour deux cités d’Afrique près de Carthage
- Statio 18 : navicul(arii) Karthag (inienses), armateurs de Carthage
- Statio 19 : navic(ularii) Turritani, armateurs de Porto Torres, en Sardaigne, et dessin d’un bateau à deux voiles
- Statio 20 : mosaïque très abîmée, en plusieurs fragments dont l’ensemble est difficilement interprétable, comme un chien, un svastika, une croupe de cheval, un cratère, des noms de personnes (ou d’animaux)
- Statio 21 : navicul(arii) et negotiantes Karalitani, armateurs et négociants de Cagliari en Sardaigne, représentation détaillée d’un navire à deux voiles, entre deux boisseaux
- Statio 22 : inscription détruite, un panneau en porche avec deux dauphins de part et d’autre d’une tige ramifiée, et dans le bureau, un phare à quatre étages en retrait successif et un feu au sommet, avec deux dauphins à son pied
- Statio 23 : sous un phare à étage, deux navires dont un trois mâts ; en dessous, deux dauphins mordant les tentacules du calamar ou d’un poulpe. L’inscription désigne les naviculaires de Syllectum, port en Byzacène (aujourd'hui Salakta), avec une formule de vœux N F (pour Navicularii Feliciter, “bonne chance aux armateurs”)

Galerie de mosaïques du portique Est
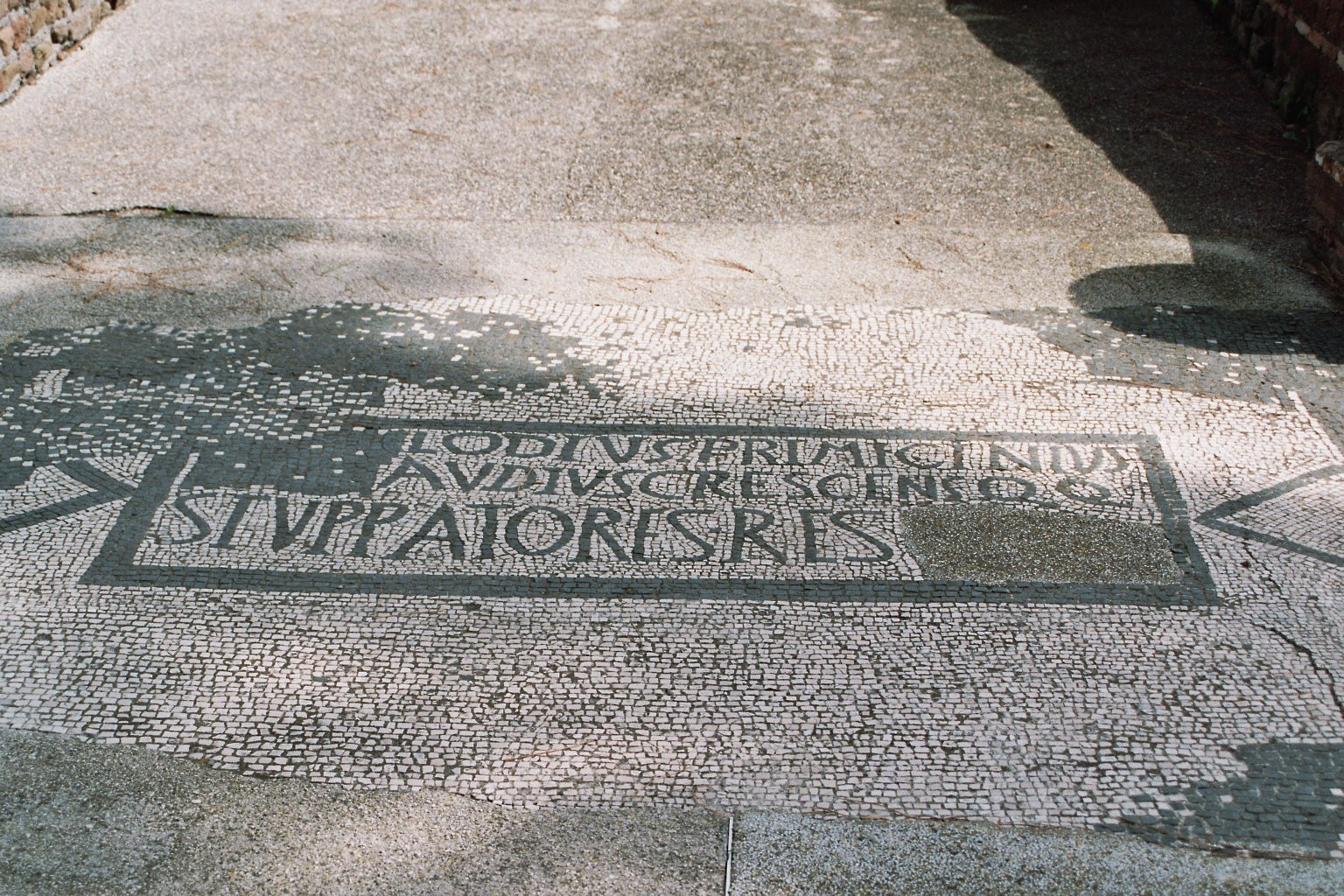
Statio 1 : STUPATORES, vendeurs d’étoupe.
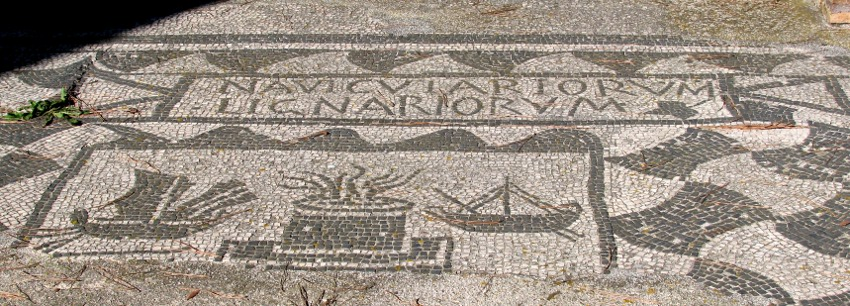
Statio 3 : marchands de bois, navires et phare
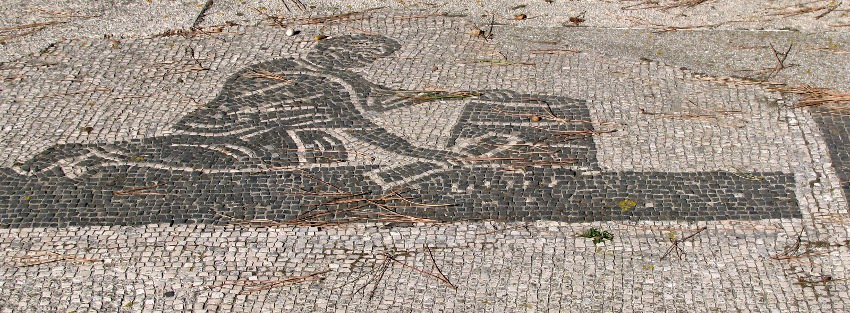
Statio 5, mesureur avec son boisseau et son racloir
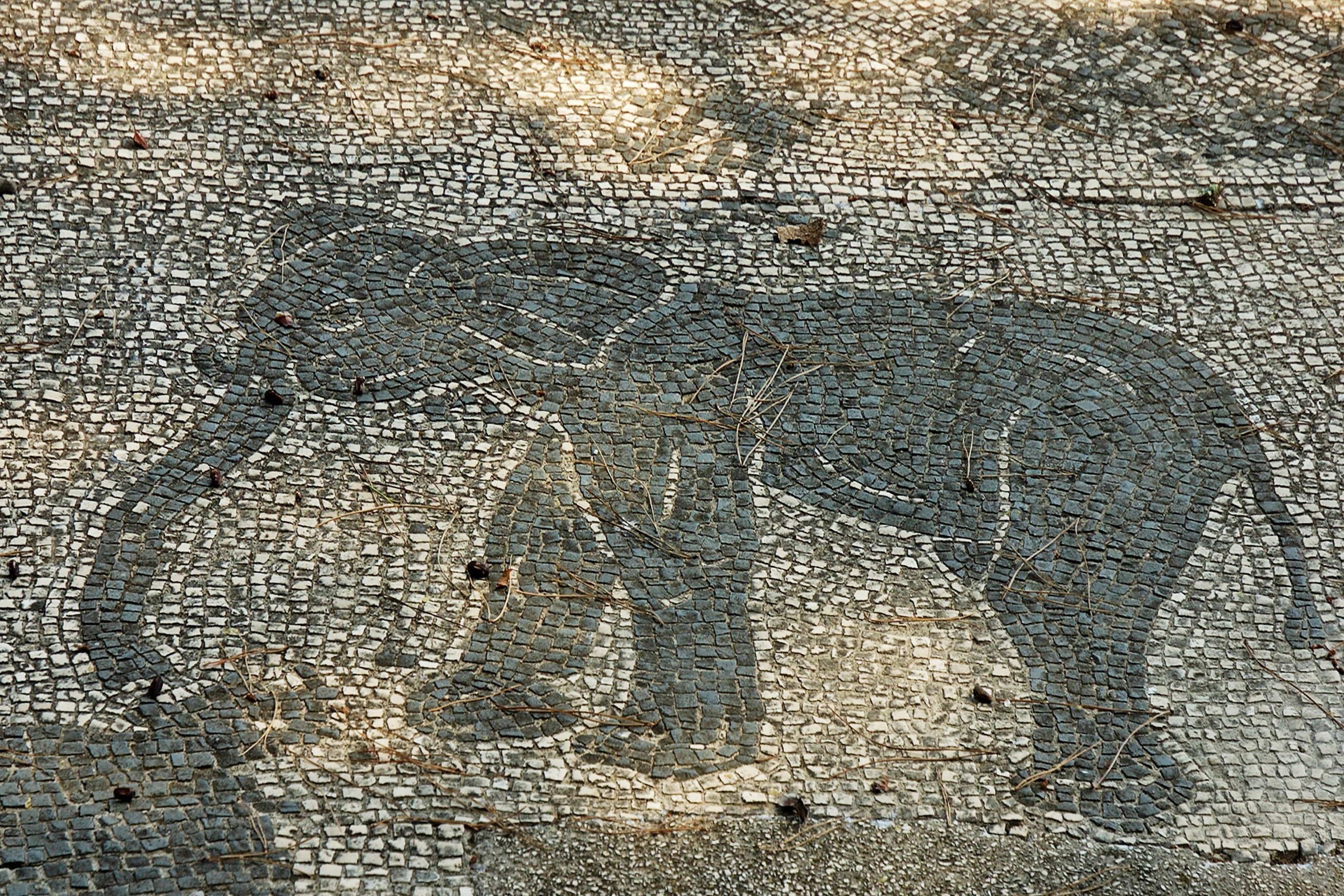
Statio 14 : détail de la représentation de Sabratha.
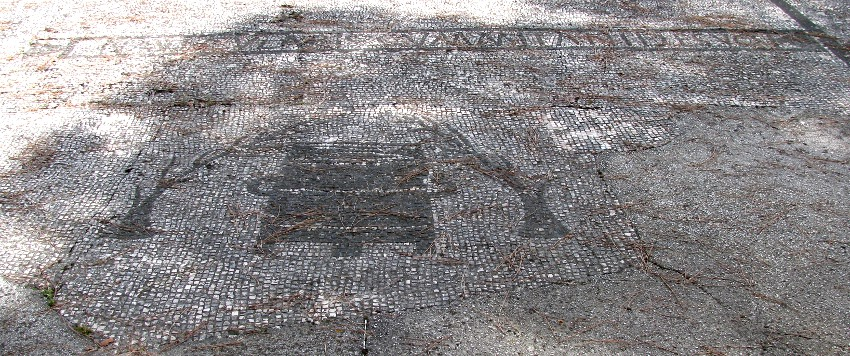
Statio 17, Boisseau entre deux branches (ou épis ?)
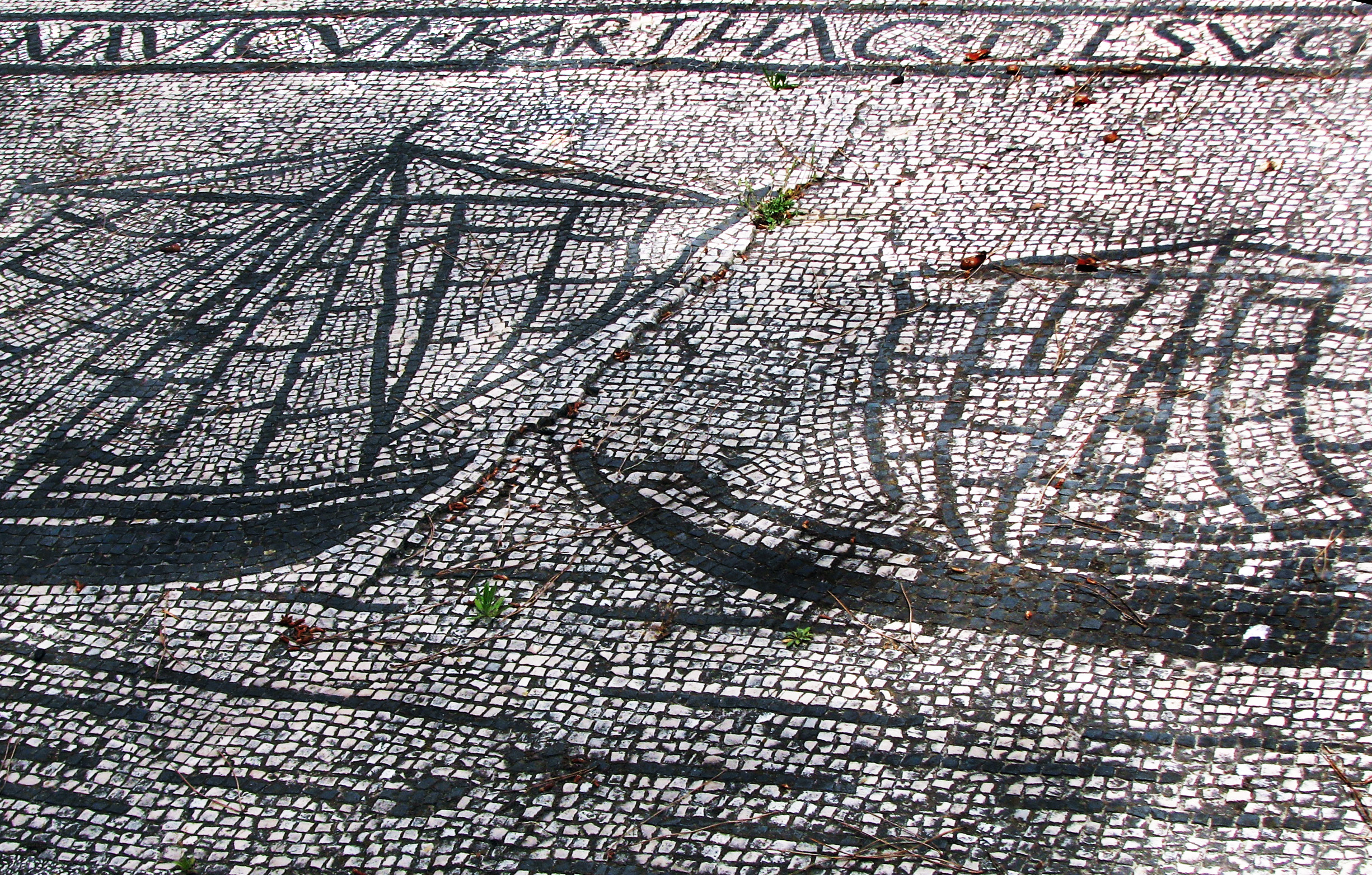
Statio 18, détail, deux navires face à face.

### Portique Nord,statio24 àstatio38
Dans les premières périodes de son existence, le portique nord s'ouvrait largement sur une rue secondaire parallèle au decumanus.
- Statio 25 : un débardeur transporte à l’épaule une amphore d’un bateau à un autre
- Statio 26 : motif géométrique, avec un phare dans un angle
- Statio 27 : fleuve passant sous un pont sur bateaux et se jetant dans la mer par un delta à trois branches. Interprété comme une représentation du Nil[1], ou selon Russell Meiggs et Raymond Chevallier comme le delta du Rhône avec un pont de navires qui est identifié au pont établi à Arles[15]
- Statio 28 : animaux sauvages : cerf, éléphant, sanglier
- Statio 32 : navi(cularii) Narbonenses, armateurs de Narbonne avec un bateau, une tour et une sorte d’appareil de levage
- Statio 33 : boisseau, réglette, et amphore
- Statio 34 : naviculari Curbitani, armateurs de Curubis (aujourd’hui Kurba en Tunisie)
- Statio 38 : deux boisseaux et un racloir. L’inscription S C F signifie peut-être S(tatio) C(orporis) F(rumentariorum), bureau de la corporation des marchands de blé

Galerie de mosaïques du portique Nord
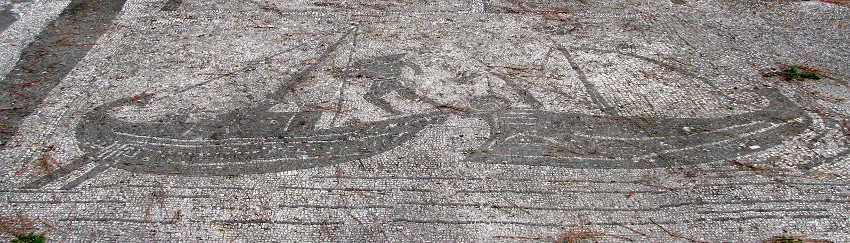
Statio 25, transbordement d'amphore
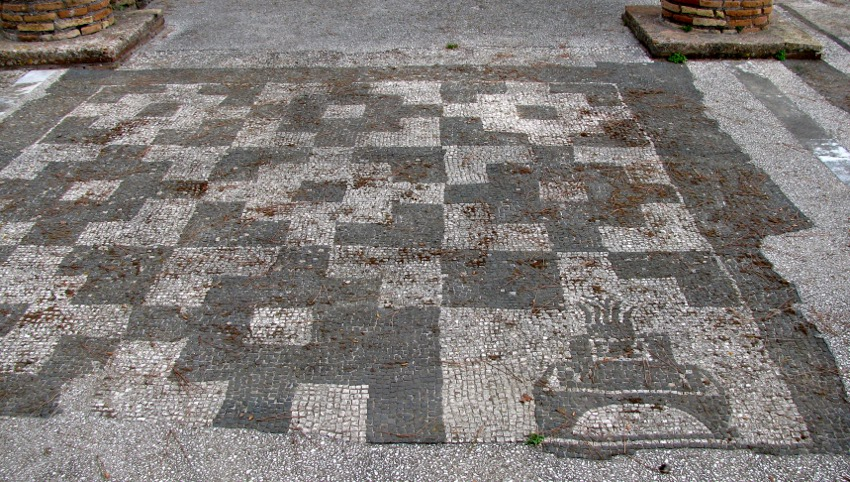
Statio 26, phare
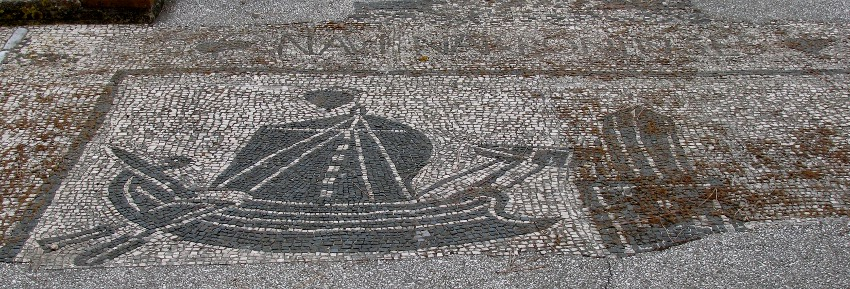
Statio 32, navire et tour de levage (?)
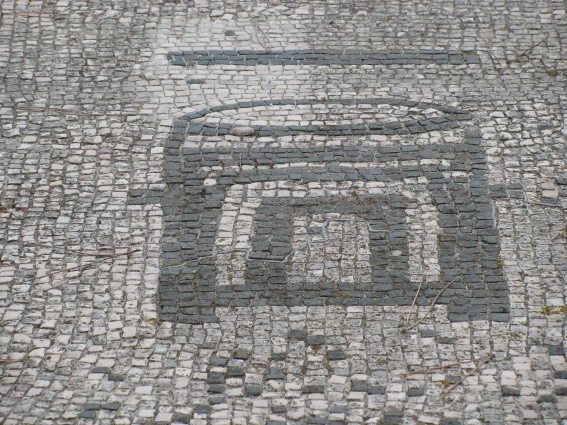
Statio 33, détail : boisseau et réglette

### Portique Ouest,statio39 àstatio61
Ce portique abrite aussi des mosaïques d’époque claudienne, visibles à un niveau inférieur (stationes 52, 53, 57 et 58) à celui des stationes d’époque séverienne. Trois d'entre elles montrent des sujets sans rapport avec le commerce maritime.
- Statio 40 : seulement un mot très altéré [Ale]xandrin(i), les Alexandrins d’Égypte
- Statio 43 : pas d’illustration, simple mention (c)odicarii de suo, terme dérivé de caudicarius (codicarius en latin vulgaire), « fait de troncs d’arbres », et désignant les embarcations des bateliers du Tibre
- Stationes 45, 46, 47 : panneaux avec deux bateaux, et un phare à quatre étages sur la statio 46
- Statio 48 : trois poissons, deux palmiers encadrant une amphore avec la marque d’origine M C (pour Maurétanie Césarienne)
- Statio 49 : niveau ancien, dans un cadre, une néréide chevauchant un monstre marin. Niveau supérieur, le phare à quatre étages entre deux navires
- Statio 50 : une néréide chevauchant un monstre marin
- Statio 51 : bateau chargé d’amphores avec son timonier debout entre les gouvernails, dauphin
- Statio 52 : un chasseur armé d’une pique et un taureau, surmontés de rinceaux et entourés d’une frise
- Statio 53 : au niveau sevérien entre les colonnes, un boisseau ; au niveau inférieur dans la cellule du fond, une néréide sur un cheval marin, et deux dauphins
- Statio 54 : entre les colonnes, deux bateaux, voiles gonflées ; l'intérieur de la cellule est pavé en motif géométrique d'assemblage de carrés noirs
- Statio 55 : un bateau et un boisseau avec son racloir, intérieur de la cellule en motif géométrique comme la statio 54
- Statio 56 : un boisseau où sont plantés trois épis
- Statio 57 : au niveau inférieur, dans un cadre surmonté de rinceaux, Artémis et un cerf
- Statio 58 : motifs géométriques au niveau séverien, décor très altéré au niveau inférieur (un double peigne ?), avec les lettres S C

Galerie de mosaïques du portique Ouest
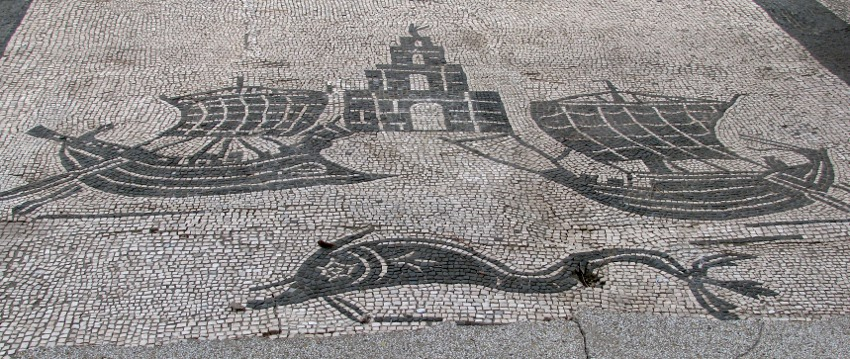
Statio 46 : un phare maritime à quatre étages, deux navires à voile carrée, dont un armé d'un rostre, un dauphin.
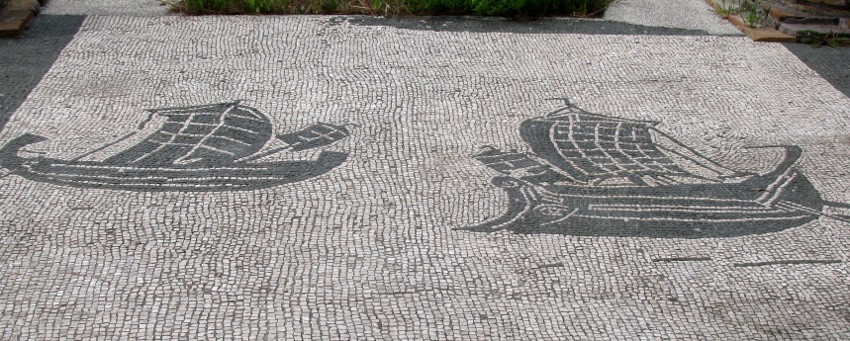
Statio 47 : Deux navires à deux mats
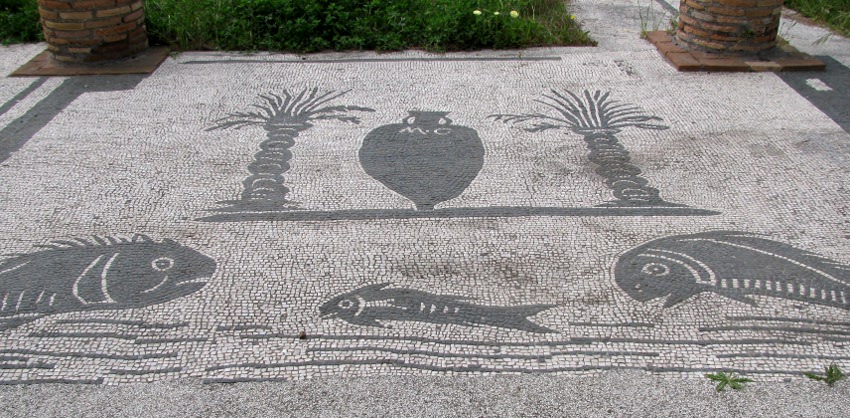
Statio 48 : Amphore entre deux palmiers, poissons
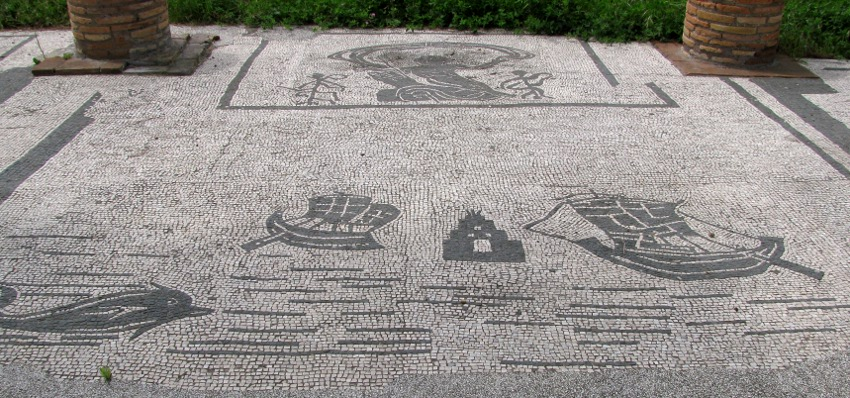
Statio 49 : Premier plan : phare à quatre étages, deux navires dont un avec un rostre et deux voiles, dauphin. Arrière-plan, néréide.
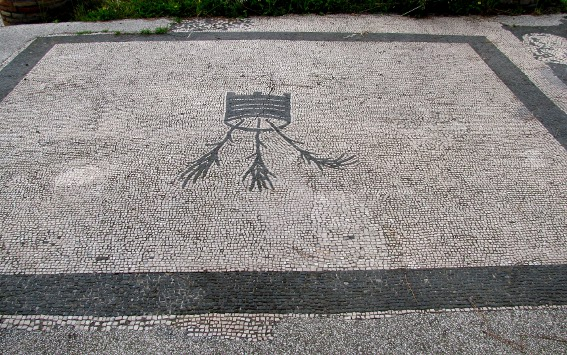
Statio 56 : boisseau avec trois épis.

### L’autel de Mars et de Vénus
Dans une chapelle située à l'angle sud-ouest de la place, entre l’extrémité du portique et le mur de fond du théâtre, se trouvait un autel carré en marbre mesurant 1,10 mètre sur 84 centimètres. Les faces développent des thèmes relatifs aux origines de Rome, grâce aux figures mythologiques de Mars, père de Romulus et Rémus, et de Vénus, mère d'Énée, fondateur mythique de la gens Iulia. Les inscriptions qu’il porte aident en partie à sa compréhension.
Le panneau principal en façade représente les noces de Mars et de Vénus. Une inscription sur la façade dédie l'autel à un Génie, probablement celui de l’empereur, de la part de plusieurs affranchis impériaux, et des membres de la corporation des porteurs de sacs (sacomarii). Sur le côté gauche, est inscrite une dédicace au dieu Sylvanus, en décor un génie ou un amour ailé présente les armes de Mars. Le côté droit montre le char de Mars et quatre génies, et donne la date de dédicace de l’autel par le nom des consuls éponymes, soit le 1er octobre 124. La façade postérieure met en scène les bébés Romulus et Rémus nourris par la louve, accompagnés de bergers et entourés par des représentations du Tibre, figuré en bas par un homme à demi couché, et du Palatin qui domine l'ensemble.
Si le rapport entre la célébration des origines de Rome et le Génie de l'empereur est assez naturel, il faut s'appuyer sur d'autres inscriptions à Ostie pour constater que des affranchis associaient le culte impérial et le dieu Sylvain, ce dernier ayant à Ostie une chapelle à côté des grands entrepôts de blé et des fours à pain. On comprend mieux au vu de ces interactions cette dédicace des porteurs de sacs de blé.
Cette sculpture est exposée au musée du Palais Massimo alle Terme à Rome.

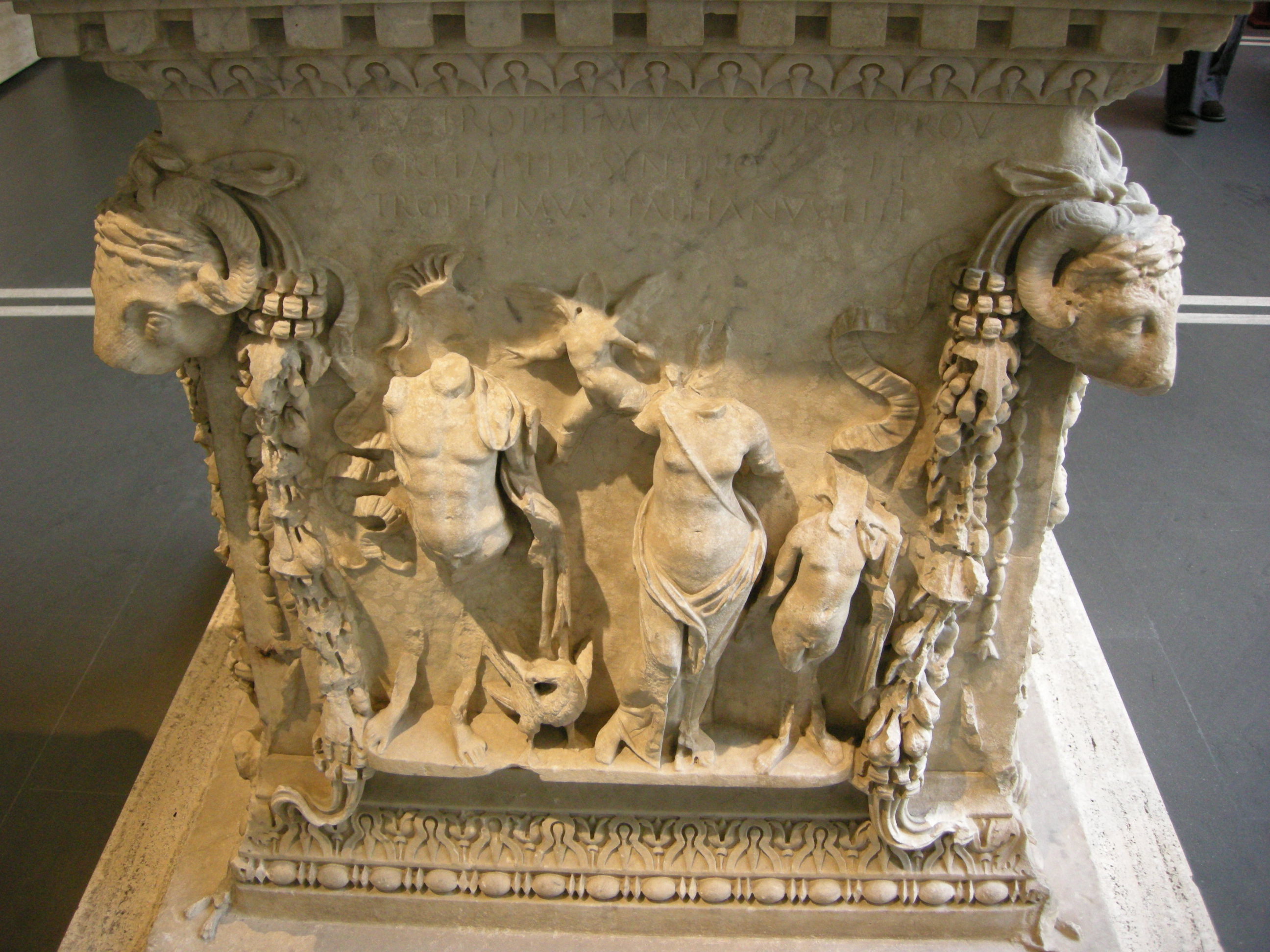
Face frontale, noce de Mars et Venus.
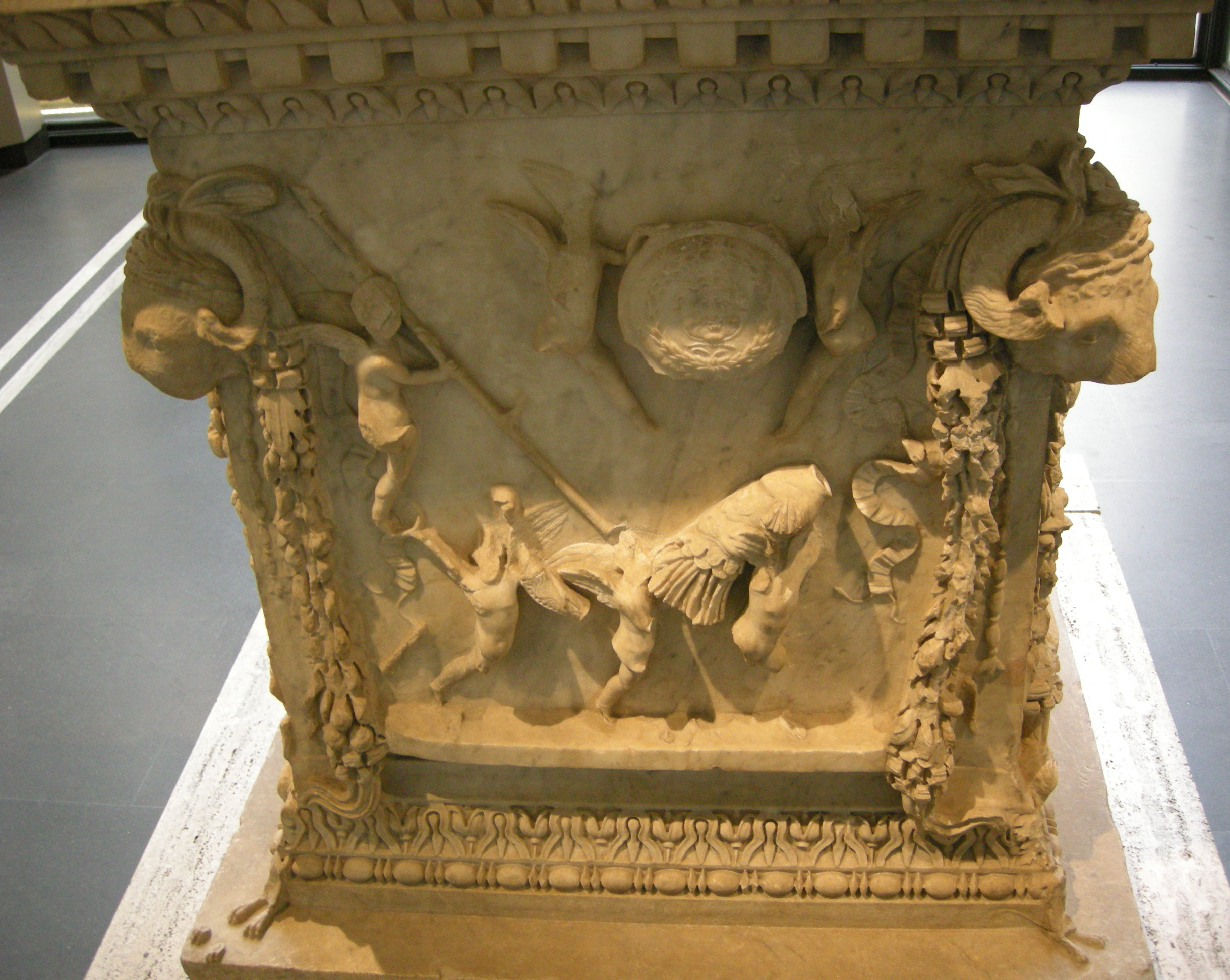
Côté, Amours et armes de Mars.
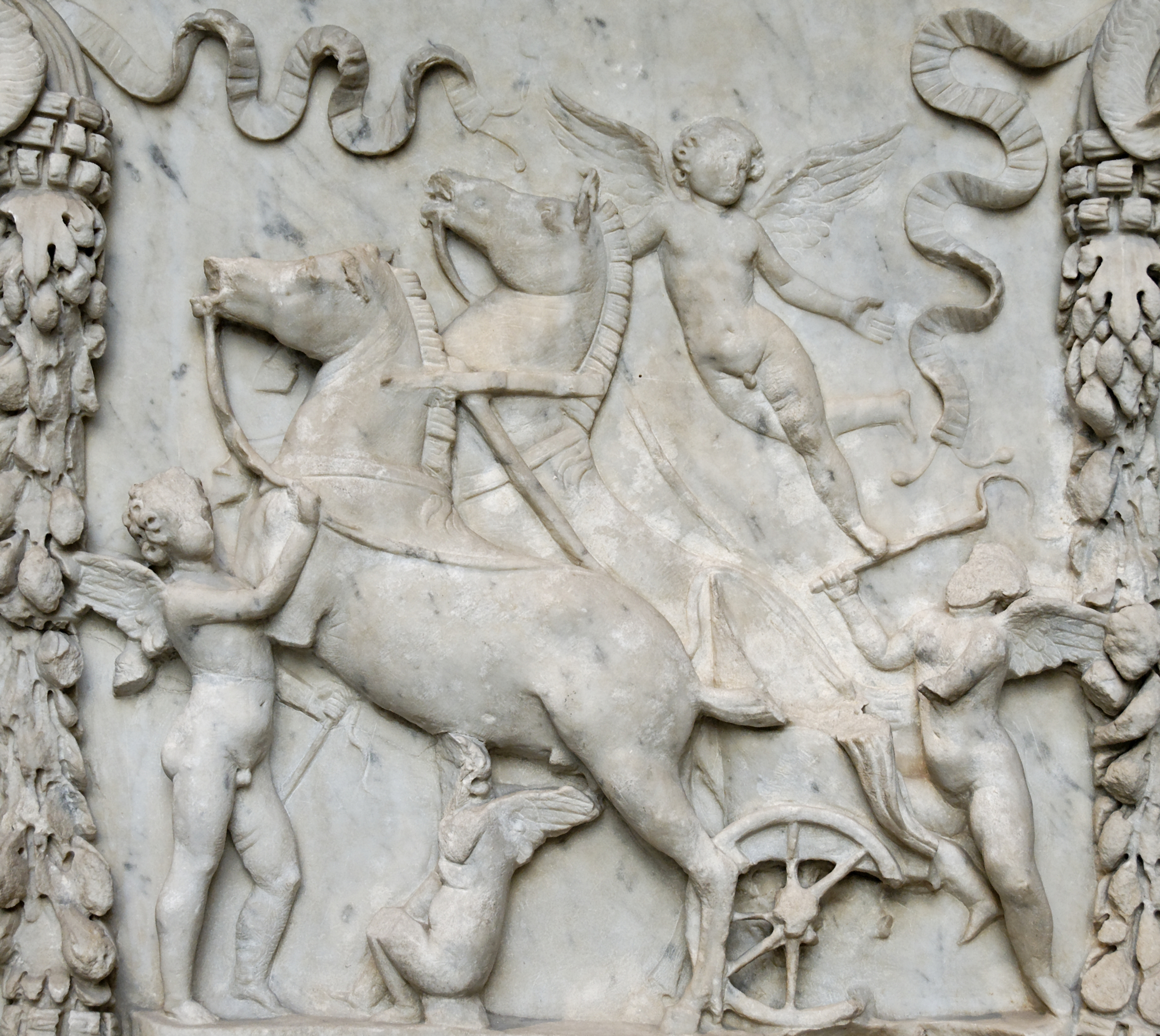
Côté, Amours et char de Mars.
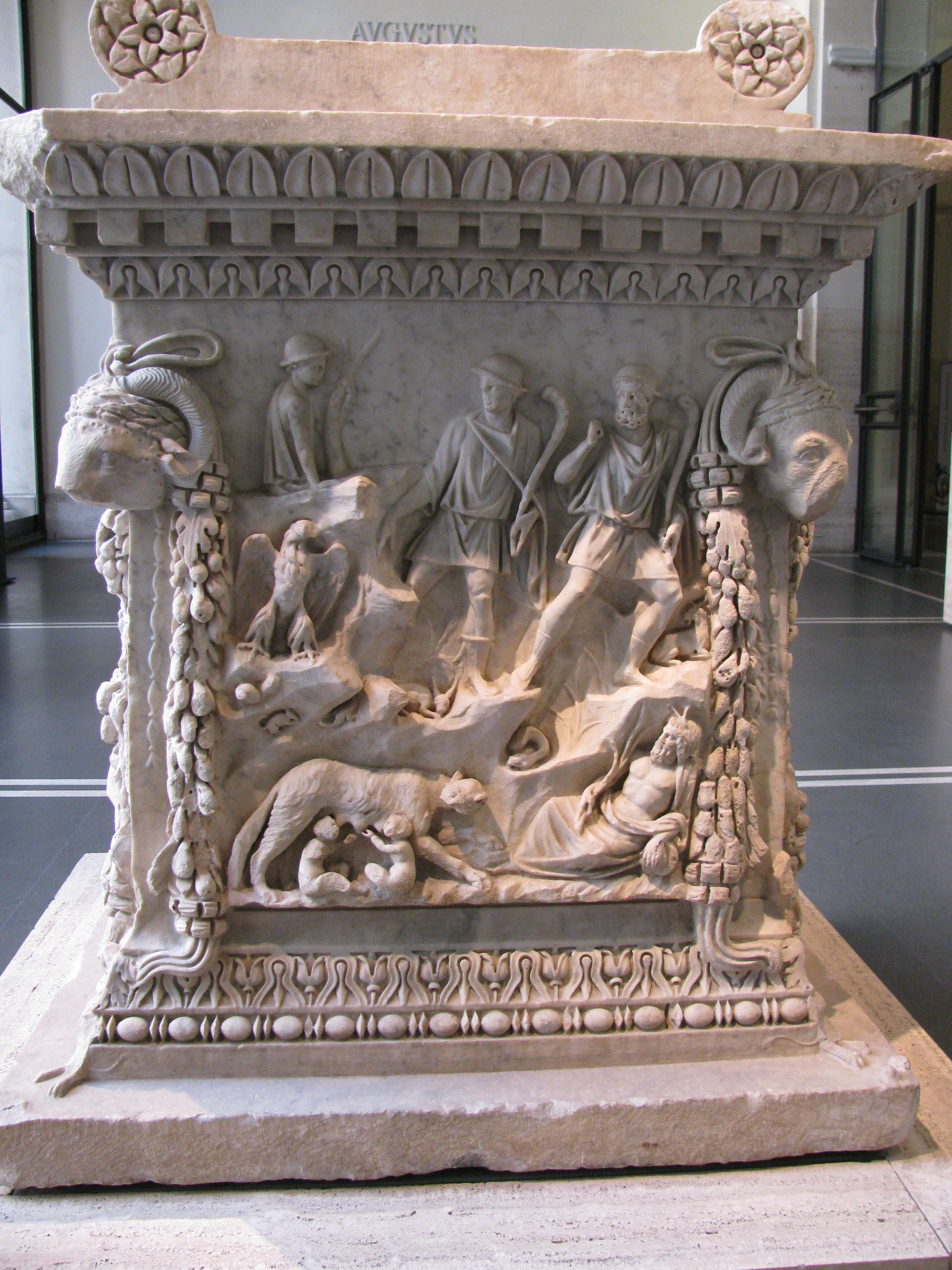
Face postérieure, Romulus et Remus bébés, entourés de Ficus Ruminalis

## Interprétations
Les inscriptions et les dessins des mosaïques de la place des Corporations sont importants par les informations qu'ils apportent sur les activités liées au ravitaillement de Rome.

### L’activité portuaire vue de la place des Corporations
La plupart des mosaïques concernent le commerce du blé, soit explicitement en le symbolisant par l’outil de mesure du blé, le boisseau cylindrique et le racloir servant à en égaliser le niveau de remplissage, soit par l’identification géographique des ports de provinces grandes exportatrices de blé : deux ports de Sardaigne, six en Afrique, et peut-être Alexandrie. Le nombre de ports africains plus élevé correspond bien à l'affirmation de Flavius Josèphe qui déclare que le blé d'Afrique couvre huit mois de la consommation annuelle de Rome. S’y ajoutent plusieurs représentations d’amphores sphériques, typiques du transport d’huile, ou d’amphores allongées utilisées pour le vin. D’autres hypothèses sont formulées sur les marchandises importées, comme les dattes, suggérées par les palmiers de la statio 48, l’ivoire associé aux dessins d’éléphant, les animaux sauvages destinés au cirque.
Les dessins des mosaïques illustrent aussi plusieurs aspects du trafic portuaire : le phare de Portus est représenté plusieurs fois par une tour à quatre étages avec parfois un feu allumé au sommet.
La représentation fréquente de l’arrivée au port des deux navires, voiles dehors, laisse supposer des navigations organisées en convoi.
Arrivés au port, les navires de haute mer ne remontaient pas le Tibre : on procédait au transfert des cargaisons sur des embarcations fluviales. Le déchargement se faisant à la main, illustré par un débardeur (saccarius) portant une amphore sur l’épaule d’un navire de haute mer, caractérisé par son rostre, à un autre bateau (statio 25). Certains dessins montrent d’autres procédés avec ce qui ressemble à un mât de charge, à bord du bateau ou fixé à une tour sur un quai.

### Les navires de commerce romains

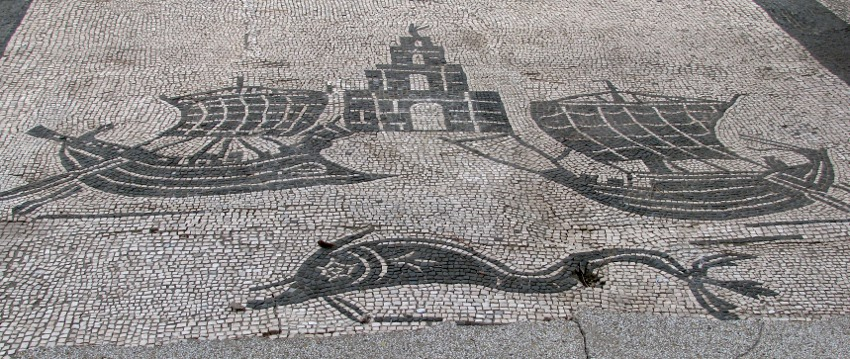
Détails sur le navire gauche : cabine, coque à rostre et œil apotropaïque, haubans, grand voile et ses écoutes, voile avant à livarde.

Les mosaïques de la place des Corporations représentent vingt-sept figures de navires, ensemble particulièrement nombreux. Quoiqu’ils soient tous montrés de profil, selon un dessin stylisé et sans qu’on puisse apprécier leur dimension, les dessins de bateaux donnent de nombreux détails techniques sur les navires de commerce du IIe siècle.
Trois types de profil de coque sont visibles, distingués par leurs extrémités : proue arrondie et poupe très relevée pour le type le plus fréquent, proue arrondie et poupe au même niveau que la proue, et enfin proue concave avec une étrave prolongée par une sorte d’éperon. Ce dernier type qui rappelle la forme des navires de guerre devient usuel pour les navires de commerce au milieu du Ier siècle. Au-dessus de la ligne de coque, on voit sur certains navires une cabine située à l’arrière ou au milieu sous le mât. L’esthétique navale est représentée avec les poupes courbées en col de cygne et les décors sur l’étrave, tel l’œil apotropaïque ou un dauphin.
Les mosaïques livrent aussi des informations sur les gréements, détails que l’on ne retrouve évidemment pas sur les épaves antiques. Les navires ont un mât central d’une seule pièce avec un gréement en tête (étai et haubans parfois munis d’échelons sont figurés). Certains navires (stationes 15, 19, 21, 23, 45, 47, 49) sont équipés à l’avant d’un second mât oblique qui porte une petite voile carrée, comme une civadière. Selon Patrice Pomey, ces voiles avant sont parfois équipées d'une livarde, espar oblique par rapport au mât qui permet d'orienter la voile pour prendre le vent de travers, grande amélioration de la technique de navigation. Un navire (statio 23) possède même un troisième mât à l’arrière, muni d’une petite voile. Les voiles sont toujours carrées, fixées à une vergue transversale au mât. Les voiles sont systématiquement dessinées avec un quadrillage, qui correspond aux cordes qui les renforcent (ralingues cousues sur la toile) et qui servent à les relever plus ou moins (cargues) selon l’intensité du vent. Le gréement de manœuvre est parfois figuré (stationes 1 et 49), par des écoutes ou des cordages partant des extrémités de la vergue, et permettant de l'orienter.
Tous les navires sont équipés à la poupe d’une double rame-gouvernail disposée en oblique et plongeant dans l’eau en arrière de la poupe, avec sur certaines représentations un levier démultiplicateur. Comme représenté sur la statio 51, un homme seul suffisait à gouverner.
L’iconographie navale concentrée sur la place des Corporations témoigne de la variété des types de navires et des solutions de gréement, indices d’une marine assez évoluée qui tempèrent la réputation de médiocrité de la marine romaine.

### Rôle de la Place des Corporations
En plus des indications de ports en relation avec Ostie, d’armateurs (naviculaires ou navicularii) avec parfois leur spécialité (transport de bois – lignarii – ou de blé - farrici), de bateliers (codicarii) et de commerçants (negotiantes) associés dans la même statio dans trois cas, divers corps de métiers apparaissent dans les inscriptions de la place : les fabricants d’étoupe (stuppatores) et de cordes (restiones), le corps des tanneurs (corpus pelliones). Trois stationes qui ne figurent que des boisseaux de blé sont interprétées comme celles des mesureurs de blé (mensores), qui déterminaient les quantités livrées et stockées dans les entrepôts.
La place garde la trace d’un consommateur privilégié, l’armée : sur une des colonnes est sculptée une figure du Génie des Castra Peregrina, en accomplissement d’un vœu formulé par deux frumentarii, soldats employés aux services d’approvisionnement et détachés aux magasins d’Ostie.
Si l’archéologie a pu identifier une partie des acteurs économiques présents sur la place, la fonction proprement dite de la place des Corporations reste conjecturale. Soulignant la présence d'un autel dédié par les sacomarii dans une des pièces, Jérôme Carcopino interprète ces stationes comme autant de petites chapelles dédiées par les corporations. Selon Dal Maso et Vighi, ce lieu public avait vocation dès sa construction par Auguste à mettre en contact les représentants de l’État et ceux du commerce maritime pour contrôler et orienter leur activité selon les besoins de l’annone : la place des Corporations devrait dès lors être considérée comme une Bourse maritime ou une Chambre de commerce. Raymond Chevallier voit quant à lui la place des Corporations comme un centre administratif, et imagine dans ces pièces des employés tenant leurs registres commerciaux. Pour Mireille Cebeillac, il n’est pas envisageable de considérer la place des Corporations comme un centre de contrôle de l’annone, car l’exiguïté des stationes ne permet pas le stockage de marchandises qui y transiteraient. Les stationes seraient des sortes de vitrines permettant de présenter des échantillons de marchandises ou des services commerciaux.

### Ouvrages sur les fouilles
- (it) Guido Calza, Giovanni Becatti, Italo Gismondi, Guglielmo De Angelis D'Ossat, Herbert Bloch, Scavi di Ostia I. Topografia generale, Rome, Libreria dello Stato, 1954.
- (it) Giovanni Becatti, Scavi di Ostia IV. Mosaici e pavimenti marmorei, volume I, Rome, Istituto poligrafico dello stato, 1961, p. 64-65.
- (en) Guido Calza, Ostia, Rome, Istituto poligrafico dello stato, 1977 (1re éd. 1949), 144 p.
- (fr) Patrice Pomey, Études des navires figurés sur les mosaïques de la Place des Corporations à Ostie, Thèse, École pratique des hautes études, Paris, 1971
- (fr) Griesheimer, Marc. Bonifay, Michel. Ben Khader, Aïcha Ben Abed, « L'amphore maurétanienne de la station 48 de la Place des Corporations, identifiée à Pupput (Hammamet, Tunisie) », dans Antiquités africaines vol. 35, Paris, 1999, p. 169-180

### Ouvrages généraux
- Jérôme Carcopino, La Vie quotidienne à Rome à l'apogée de l'Empire, Paris, Hachette, coll. « La Vie quotidienne », 1963 (1re éd. 1939), 350 p. (BNF 41630339).
- Filippo Coarelli (trad. Roger Hanoune), Guide archéologique de Rome, Paris, Hachette, 1994 (1re éd. 1980), 346 p. (ISBN 2-01-235428-9).
- Raymond Chevallier, Ostie antique, ville et port, Paris, Les Belles Lettres, 1986, 290 p.
- Mireille Cébeillac-Gervasoni, Maria Letizia Caldelli et Fausto Zevi, Épigraphie latine, Paris, Armand Colin, coll. « U / Histoire. Les outils de l'histoire », 2006, 333 p. (ISBN 2-200-21774-9).
- Jeannine Siat, Le port d'Ostie, Paris, Lethielleux, coll. « Promenades romaines » (no VIII), 2004, 95 p. (ISBN 2-283-61228-4).